# Панин, Пётр Кириллович
Пётр Кириллович Панин (30.12.1896 — 1978) — советский военачальник, генерал-лейтенант войск связи (02.11.1944).

## Биография
Петр Кириллович Панин родился 30 декабря 1896 года в селе Тростянное Водопьяновского района Воронежской области.
В составе Красной Армии с 1 января 1918 года.
Участник Гражданской войны с 1918 по 1921 год.
Член ВКП(б) с 1919 года.
В Великой Отечественной войне с июня 1941 года.
В 1941 году в звании полковника занимал должность начальника отдела войск связи управления 22-й армии.
В 1942—1945 годах — начальник Управления Связи Брянского фронта, начальник Управления Связи 2-го Прибалтийского фронта.
С марта 1945 года — начальник связи 22-й общевойсковой армии Краснознаменного Одесского военного округа.
Затем — в отставке.
Умер в 1978 году в Краснодаре

## Награды
- Орден Ленина (21.02.1945)
- Орден Красного Знамени (31.08.1941, 18.09.1943, 03.11.1944, 24.06.1948)
- Орден Богдана Хмельницкого II степени (29.07.1944)
- Орден Кутузова II степени (29.06.1945)
- Орден Отечественной войны I степени (01.04.1943)
- Орден Virtuti Militari 5 класса (1946)